# 競輪LIVE!チャリロトよしもと
『競輪LIVE!チャリロトよしもと』（ケイリンライブ!チャリロトよしもと）は、BSよしもとで開局当日の2022年3月21日から2025年6月30日まで毎週月 - 金曜 22:00 - 23:00（日本標準時）に生放送で放送されていた公営競技の放送番組である。
無料民放BS局でレギュラー中継する公営競技では初めて帯番組で放送していた番組であった。

## 概要
放送中の時間に行われるミッドナイト競輪のレースを、吉本興業所属芸人及び女性タレントが予想する番組である。
チャリ・LOTOの製作協力の下、放送当日に開催されているいずれかのミッドナイト競輪のうち、終盤の3〜5レース（22時以降に発走するレースから最終レースが対象だが、レース数は放送当日次第）を予想する。
BSでの本編の放送は22:59.00で終了するが、レース開催日はYouTubeライブでの配信を22:45にスタートさせ、BS終了以降の番組はYouTubeでのみ最終レース発走から約15分後（概ね23:45頃。最終レース発走が23:20の場合は23:35頃）まで実施していたが、11月29日の放送前までに、所謂「垢BAN」を喰らってしまったため、その日の放送は、22時台にお試しも兼ねて番組公式Twitterで22時台最後の15分間のみ配信し、翌30日より番組公式Twitterでの配信に正式に移行した。また、配信開始時間も同様に22:50からに変更した。しかし、実はそれはYouTube側の手違いであったことが判明し、再びYouTubeでも視聴できるようになった。2024年9月9日のYouTube配信では、不具合により途中で配信がストップされそのまま終了してしまった。このため、翌10日に配信されなかった部分を含めた完全版をアップロードして対応した。
放送当日にミッドナイト競輪の開催がない場合は、1時間まるごと企画（リモートないしスタジオゲストで招いての競輪選手とのトークなど）を放送し、YouTube（一時期は、番組公式Twitterでの）配信は行わない。
番組はBSよしもとの公式サイトにおいて同時動画配信も行っており、インターネットに接続できる環境にあればパソコン、スマートフォンでも視聴が可能。2022年4月中旬からは公式サイトでの見逃し配信（放送から2週間）の対象番組となっている。なお、YouTubeでの配信部分はYouTube上で期間を定めず見逃し視聴が可能である。
通常は吉本興業東京本社内スタジオ（新宿区）から放送・配信が行われるが、他の特別番組の関係で自社スタジオが利用できない場合は、すみだメディアラボ内スタジオ（墨田区）から放送・配信を行う場合もある。
本番組の裏では、ABEMA「WINTICKET ミッドナイト競輪」を20:30〜23:45前後まで放送している。基本時にミッドナイト競輪が2場開催以上の場合は、本番組の開催競輪場と被らないようにABEMAでは別の開催競輪場で放送しているが、ミッドナイト競輪が1場開催の場合は、本番組・ABEMA共、同じ開催競輪場で放送している。

## ルール
出演者それぞれが10000ptを最終レースまでに使用する。
賭式・点数は自由で、分配機能を用いた購入も可能となっている。実際にチャリロトでの購入操作を行ったうえで予想を発表するが、操作にもたつくなどして発売締切時刻を過ぎてしまい購入できなかった場合は無効となる。2022年夏季からは予想披露時点ではそれぞれの出演者ごとに買い目と購入総額のみを発表し、的中した場合のみその買い目をいくら購入したかを発表している。
最終レースまでのレギュラー出演者合算の回収率をその週の曜日毎に競い合い、週間トップの曜日が赤バッジを2つ獲得。また、各レースにおいて万車もしくは合わせ万車的中・当日のチーム回収率が100%を超えた場合は白バッジを1つ獲得する（万車・合わせ万車的中の場合、的中した人数分獲得）。シーズン終了時点での個人回収率トップが在籍している曜日には、赤バッジ3個が与えられる。3か月毎のシーズンの終盤ではミッションチャレンジ企画やバッジ獲得ルーレットが行われ、達成するごとに大量のバッジ獲得や横取りが行える。また、各シーズンが終了した翌週の1週間は、バッジは関係なくなり、旬の味覚を賭けた個人回収率バトルとなっていたが、2024年10月現在は番組側が出演者にそのシーズンをフルに戦わせるためか、この企画は実施されていない。
シーズン10までは3か月間を1シーズンとし、その1シーズンで最もバッジを集めた曜日チームが優勝となり、次シーズン最初の当該曜日の放送中にて10万ptを1点買いする権利が与えられ、バッジ数最下位の曜日チーム及びチーム回収率最下位には「キツーい」罰ゲームが与えられていた。
シーズン11とシーズン12では基本上限10000ptで、これまでは認められなかった払い戻されたptも賭けられるルールに変更された。バッジは廃止され、1週間単位で優勝チームを決める形式で、その週のチーム回収率トップが優勝となり、チーム回収率最下位は優勝チームが考えた罰ゲームを受けるというルールに変更された。また、これまで通りシーズン終了時点でシーズン全体のチーム回収率トップのチームは総合優勝となり、10万ptを賭ける権利が与えられる。番宣についてもこのシーズンに関してはシーズン12の終盤からとかなり遅かった。
シーズン13では再び罰ゲームが廃止となり、バッジが番組特製メダルに変わったこととYouTubeを絡めたルールが追加された以外はほぼシーズン10までのルールに戻された。また、このシーズンでは番組開始以来初めてメンバー間や曜日間での変更は一人も行われなかった。そして、6月9日の放送にて同月いっぱいを以って放送終了となることと同日は特別編として放送される予定であることが月曜レギュラーのゆきぽよから明かされた。また、これによってBSよしもとで開局から放送されていた番組が無くなることとなった。なお、番組の終了理由と7月以降は『特番として』復活する可能性については、この放送では言及されなかった。

### イベント
- タイマンバトル：各曜日の代表者が他の曜日1人を指名し、個人回収率で競う。勝利した方が白バッジを獲得[注釈 12]。
- 小僧ウィーク：各曜日1週間の指南役が競輪小僧で固定される。この期間中は競輪小僧の個人回収率も集計されMC陣の個人回収率と比較される。過去2回行われ、2回目では競輪小僧の個人回収率を上回った人数分白バッジ獲得というルールが追加された（例えば、3人全員競輪小僧を上回った場合は3個獲得となる）。

### シーズン毎の結果
出演者と出演曜日は各シーズン当時。シーズン10まではバッジ獲得数、シーズン11からはチームの平均回収率で順位が決定される。
| シーズン | 優勝                                                    | 最下位                                                    |
| -------- | ------------------------------------------------------- | --------------------------------------------------------- |
| 1        | 金曜チーム （トータルテンボス・さとう珠緒）             | 火曜チーム （とろサーモン・森咲智美・橋本梨菜・葉月あや） |
| 2        | 月曜チーム （山添寛・谷川愛梨・島袋香菜）               | 金曜チーム （トータルテンボス・さとう珠緒）               |
| 3        | 金曜チーム （トータルテンボス・才木玲佳）               | 月曜チーム （山添寛・清水あいり・チーム山添）             |
| 4        | 月曜チーム （山添寛・清水あいり・チーム山添）           | 火曜チーム （ダイタク・ゆきぽよ）                         |
| 5        | 木曜チーム （トータルテンボス・星名美津紀・天木じゅん） | 金曜チーム （鬼越トマホーク・谷川愛梨・松本日向）         |
| 6        | 水曜チーム （ダイタク・天木じゅん）                     | 月曜チーム （山添寛・森咲智美・橋本梨菜・チーム山添）     |
| 7        | 木曜チーム （トータルテンボス・ゆきぽよ）               | 金曜チーム （鬼越トマホーク・森咲智美・橋本梨菜）         |
| 8        | 木曜チーム （トータルテンボス・ゆきぽよ）               | 月曜チーム （山添寛・二瓶有加・チーム山添）               |
| 9        | 木曜チーム （トータルテンボス・二瓶有加）               | 月曜チーム （山添寛・谷川愛梨・本郷柚巴・チーム山添）     |
| 10       | 月曜チーム （山添寛・谷川愛梨・本郷柚巴・チーム山添）   | 火曜チーム （レインボー・橋本梨菜・葉月あや）             |
| 11       | 金曜チーム （千原せいじ・チャンス大城・葉月あや）       | 火曜チーム （レインボー・大野真依）                       |
| 12       |                                                         | 月曜チーム （ゆきぽよ・FUJIWARA藤本・OWV中川・本田）      |
| 13       | 火曜チーム （レインボー・大野真依）                     | 金曜チーム （千原せいじ・チャンス大城・葉月あや）         |

### 週毎の結果と罰ゲームの内容
シーズン11〜シーズン12。
| 該当週                  | 1位                | 最下位             | 罰ゲームの内容                                                                                           |
| ----------------------- | ------------------ | ------------------ | --- |
| 2024年10月21日 - 25日   | 金曜チーム         | 水曜チーム         | 水曜チームが金曜チームへ叙々苑弁当の差し入れ                                                             |
| 10月28日 - 11月1日      | 水曜チーム         | 月曜チーム         | 月曜チームが水曜チームへ寿司の差し入れ                                                                   |
| 11月4日 - 8日           | 金曜チーム         | 水曜チーム         | 水曜チームが金曜チームへ東京駅の人気駅弁の差し入れ                                                       |
| 11月11日 - 15日         | 金曜チーム         | 火曜チーム         | 火曜チームが金曜MCチャンス大城の持ちネタを披露する                                                       |
| 11月18日 - 22日         | 月曜チーム         | 木曜チーム         | 木曜チームが月曜MCのOWV本田のギャグを披露する                                                            |
| 11月25日 - 29日         | 金曜チーム         | 火曜チーム         | 火曜MCのレインボーが互いのパンツを交換                                                                   |
| 12月2日 - 6日           | 木曜チーム         | 水曜チーム         | 水曜チームがかき氷系アイスの早食い対決を行う                                                             |
| 12月9日 - 13日          | 火曜チーム         | 水曜チーム         | 水曜チームが放送中に決められた語尾を付けて発言する。ただ、実際に罰ゲームを実行したのは本郷のみであった。 |
| 12月16日 - 20日         | 水曜チーム         | 金曜チーム         | 金曜チームがカツラを被って出演                                                                           |
| 12月23日 - 27日         | 月曜チーム         | 木曜チーム         | 木曜チームが月曜MCのOWV本田のギャグを披露する                                                            |
| 12月30日 - 2025年1月3日 | 特別編成の為、休止 | 特別編成の為、休止 | 特別編成の為、休止                                                                                       |
| 1月6日 - 10日           | 金曜チーム         | 水曜チーム         | 水曜チームが金曜MCチャンス大城の持ちネタを披露する                                                       |
| 1月13日 - 17日          | 木曜チーム         | 月曜チーム         | 月曜チームがショートコント「競輪」を披露する                                                             |
| 1月20日 - 24日          | 水曜チーム         | 月曜チーム         | 月曜チームがブリーフを履いて出演                                                                         |
| 1月27日 - 31日          | 金曜チーム         | 水曜チーム         | 水曜チームがレース中に、1人がエアロバイクを漕ぎ3人がスクワットを行う                                     |
| 2月3日 - 7日            | 金曜チーム         | 木曜チーム         | 木曜チームが足の小指を10秒間接写される                                                                   |
| 2月10日 - 14日          | 木曜チーム         | 水曜チーム         | |
| 2月17日 - 21日          | 火曜チーム         | 月曜チーム         | |
| 2月24日 - 28日          | 火曜チーム         | 金曜チーム         | |
| 3月3日 - 7日            | 月曜チーム         | 火曜チーム         | Mgからのタレコミを暴露される                                                                             |
| 3月10日 - 14日          | 月曜チーム         | 水曜チーム         | 水曜メンバーの卒業アルバムの写真を公開                                                                   |
| 3月17日 - 21日          | 火曜チーム         | 金曜チーム         | |
| 3月24日 - 28日          | 月曜チーム         | 水曜チーム         | |

## 出演者

### 番組終了時点での出演者
| 月曜日                                                 | 火曜日                              | 水曜日                                         | 木曜日                    | 金曜日                                       | 曜日に関わらない指南役                                                                                    |
| ------------------------------------------------------ | ----------------------------------- | ---------------------------------------------- | ------------------------- | -------------------------------------------- | --- |
| 藤本敏史（FUJIWARA） 本田康祐&中川勝就（OWV） ゆきぽよ | レインボー 大野真依（きみとバンド） | 鬼越トマホーク 大ちゃん（ブラゴーリ） 本郷柚巴 | トータルテンボス 斎藤恭代 | 千原せいじ（千原兄弟） チャンス大城 葉月あや | どりあんず 競輪小僧 生いっちょう（ストロベビー） 林雄一 工藤わこ 坂手きみこ 濱野咲 ほか （うち1名が出演） |

### 過去の出演者・およびゲスト出演者
現役競輪選手以外でスペシャル版を除く。

#### 男性MC
- とろサーモン（2022年3月 - 6月、火曜レギュラー）
- ストロベビー（2022年7月 - 2023年3月、水曜レギュラー）[注釈 27]
- 山添寛（相席スタート）（2022年3月 - 2024年10月14日、月曜レギュラー）
- チーム山添（渡辺銀次（ドンデコルテ）・益田康平（カゲヤマ）・岸健之助（ネルソンズ）・きょん（コットン））（2022年10月 - 2024年10月14日、月曜週替わりで1名出演）
- ダイタク（2022年7月 - 2024年10月18日、火曜→水曜→金曜レギュラー）[注釈 28]

#### 女性MC
- 島袋香菜（2022年3月 - 9月、隔週月曜レギュラー）
- さとう珠緒（2022年3月 - 9月、金曜レギュラー）
- 清水あいり（2022年3月 - 2023年3月、月曜[注釈 29]レギュラー）
- 才木玲佳（2022年3月 - 2023年3月、金曜[注釈 30]レギュラー）
- くりえみ（2023年4月 - 6月、水曜レギュラー）
- 天木じゅん（2023年4月 - 9月、水曜[注釈 31]レギュラー）
- 星名美津紀（2023年4月 - 9月、隔週木曜→毎週木曜レギュラー）
- 松本日向（2023年4月 - 9月、月1金曜レギュラー）
- 森咲智美（2022年4月 - 2023年10月、隔週金曜レギュラー[注釈 32]）
- 谷川愛梨（2022年3月 - 2024年10月14日、隔週月曜→毎週水曜→隔週金曜→隔週火曜→隔週月曜レギュラー）
- 橋本梨菜（2022年3月 - 2024年10月15日、隔週火曜→隔週木曜→隔週月曜→隔週金曜→隔週火曜レギュラー）
- 二瓶有加（2023年10月 - 2024年10月17日、毎週月曜→毎週木曜レギュラー）
- チャリロトガールズよしもと部（かわなみchoy?（Everybody）・小田結希（オダウエダ）・藤本友美（TEAM BANANA）・紅しょうが））（2023年10月 - 2024年10月18日、水曜→金曜週替わりで1名出演[注釈 33]）

#### 指南役
- まーちん（出演開始時期・終了時期ともに不明）
- 加藤慎平（最終出演：2023年7月3日）
- 知香里（最終出演：2024年4月22日）
- 木三原さくら（最終出演：2024年6月24日）

#### ゲスト・代理MC
当時のレギュラーが代理で出演したものは省略。
- 亀田大毅（2022年3月23日）
- 鬼越トマホーク（2022年3月24日・4月27日・2023年3月31日。2022年4月27日は欠席したストロベビーディエゴの代理、2023年3月31日は欠席したトータルテンボスの代理で出演[注釈 34]）
- ダイタク（2022年3月28日）
- ななまがり（2022年3月29日）
- どりあんず（2022年3月30日・8月12日・9月5日・11月25日・12月9日・12月22日・12月29日・2023年5月4日。2022年8月12日・12月9日・2023年5月4日は欠席したトータルテンボス（8月12日は藤田のみ欠席）の代理、2022年12月22日・12月29日は欠席したレインボージャンボの代理で出演）
- ピストジャム（2022年4月12日）
- そいつどいつ（2022年7月7日。欠席したレインボーの代理で出演）
- ひょっこりはん（2022年9月29日。欠席したレインボージャンボの代理で出演）
- 久保田かずのぶ（とろサーモン）[注釈 35]（2022年10月3日。チーム山添が翌週から参加のため助っ人出演）
- 金ちゃん（鬼越トマホーク）（2022年10月28日・11月18日・2023年1月11日。2022年内は欠席したトータルテンボス大村の代理、2023年1月11日は欠席したストロベビーディエゴの代理で出演）
- 高井佳佑（ガーリィレコード）（2023年1月9日。欠席したチーム山添の代理で出演）
- 真栄田賢（スリムクラブ）（2023年1月18日。欠席したストロベビーディエゴの代理で出演）
- 内間政成（スリムクラブ）（2023年1月25日。欠席したストロベビーディエゴの代理で出演）
- おたけ（ジャングルポケット）（2023年4月4日。欠席したレインボージャンボの代理で出演）
- アントニー（マテンロウ）（2023年4月11日。欠席したレインボージャンボの代理で出演）
- 西村真二（コットン）（2023年4月17日。欠席した相席スタート山添の代理で出演[注釈 36]）
- デニス（2023年4月18日・4月25日・10月20日。4月18日・4月25日は欠席したレインボーの代理、10月20日は欠席した鬼越トマホークの代理で出演）
- 紅しょうが（2023年6月7日。欠席したダイタクの代理で出演）
- 瀬戸なみ（2023年7月20日。欠席した星名の代理で出演）
- ジョイマン（2023年8月10日。欠席したトータルテンボスの代理で出演）
- 堤太輝（どりあんず）（2023年9月28日。欠席したトータルテンボス藤田の代理で出演）
- 天木じゅん（2023年10月26日・2024年4月17日・10月21日・10月28日・11月4日。いずれの放送日も、欠席したゆきぽよの代理で出演）
- ZAZY（2023年11月9日。欠席したトータルテンボス藤田の代理で出演）
- ライス（2023年11月23日。欠席したトータルテンボスの代理で出演）
- 植野行雄（デニス）（2023年11月24日・12月1日。欠席した鬼越トマホーク坂井の代理で出演）
- スリムクラブ（2024年4月4日・12月9日。4月4日は欠席したトータルテンボスの代理、12月9日は欠席したOWV中川・本田の代理で出演）
- シシガシラ（2024年4月12日・5月29日・9月13日・12月27日・2025年2月14日。4月12日・9月13日は欠席したダイタクの代理、5月29日は欠席した鬼越トマホークの代理、12月27日は欠席したチャンス大城の代理、2025年2月14日は欠席した千原せいじ・チャンス大城の代理で出演）
- ナイチンゲールダンス（2024年4月26日。欠席したダイタクの代理で出演）
- 村上健志（フルーツポンチ）（2024年9月11日・10月11日。9月11日は欠席した鬼越トマホーク坂井[注釈 37]の代理、10月11日は欠席したオダウエダ小田の代理で出演）
- 谷川愛梨（2024年12月27日・2025年1月13日・2月3日・2月10日。2024年12月27日は欠席した葉月の代理、2025年1月13日と2月3日は欠席したゆきぽよの代理、2025年2月10日は欠席した本郷[注釈 38]の代理で出演）
- 塚田裕輝（ブラゴーリ）（2025年1月29日。1月22日にて、大ちゃんが鬼越トマホークとの回収率対決に勝利したため1月29日の出演が決定した）

## 過去に実施されていたコーナー
- ガールズMCミッドナイトバトル（全曜日） - 女性MCが毎週同一の競技に挑む。視聴者は1位と2位の曜日を2車単予想し、的中者から抽選で賞品が当たる。しかし、「登坂のシンデレラ」も同様であるが、2022年12月放送現在コーナーは実施されていない。
- Today's イチ押し選手（全曜日） - 当日開催されるレースに出場する選手の中から、指南役が注目する選手を紹介する。
- 一攫千金!ハイ&ロー&ジャスト（月曜日） - 開催競輪場や番組にまつわる数字について、お題より多いか少ないか同じかを当てるクイズ。3問連続正解で1万円が贈呈される。しばらくコーナーは実施されていなかったが、2022年11月14日の放送で復活を果たした。
- 登坂のシンデレラ（火曜日） - アイドルや女優などが自転車で全力で駆け上がる。全国の坂道を対象としているが、実際に登場するのは港区ばかり。
- 爆笑!ニミッツネタLIVE! - 若手芸人が渾身のネタを披露MCが競輪に因んでS級 A級 候補生の3段階で評価
- 競輪クイズ作っちゃいましたぁ!!（水曜日→金曜日） - 金曜MCの才木玲佳が競輪にまつわる事柄を調べ、クイズを作成し出題する。
- クイズ!競輪ファン一人に聞きました!!（水曜日→金曜日） - 一般の競輪ファンにインタビューする。なお、インタビューしているのは、才木が出演していた頃は、競輪場がある地域の住みます芸人が担当し、2023年4月以降は再びコーナーを水曜に戻した上で、現在はディエゴ（ストロベビー）が、インタビュアーを担当している。
- 競輪トラさん（木曜日） - 木曜MCのレインボーによるコントコーナー。2022年11月2日更新の番組公式Twitterおよびジャンボのツイートによれば、担当曜日前日である水曜日に1時間に6本程度、計20本程度の溜め撮りをしている、とのことである。また、舞台となる競輪場の映像は合成映像である。当時のレインボー池田の発言によれば今後復活の可能性はあるとのことだったが、結局最後まで復活することは無かった。
- 競輪川柳はじめました。（木曜日など） - JKA競輪川柳の過去の受賞句の一部分が隠されており、その隠された言葉を当てる。
- 競輪選手プライベート3択クイズ  - チャリロトスポンサード選手についてのクイズを出題。
- 毎日視聴者還元1000Pチャレンジ（全曜日） - 最終レースにて、MCのポイントとは別に用意した1000Pを使って予想。配当を積立ていき、シーズン終了時点で貯まったポイントを視聴者に山分けする企画。
- 天国と地獄（全曜日） - 番組開始から第3シーズンまでは、前の週1週間分の振り返りをしていた。しかし、第4シーズンでは前の週の該当曜日からの1週間の振り返りに変更、続く第5シーズン以降は、前シーズンの振り返りなどどうしても、でない限りは放送されなくなった（なお、シーズン10までは月曜から木曜は前日（金曜の場合は翌週月曜）に出演していた出演者のうち、代表してその中の1名からのメッセージがフリップの余白に記載されていたが、シーズン11からの2シーズンは合算成績一覧と入れ替わる形で廃止となっていた）。
- AI予想（全曜日） - シーズン10まではフリップで表示されていたが、シーズン11からの2シーズンはチャリロト公式サイトのブラウザ画面表示を表示するシステムとなっていた。
- チャリよし常識クイズ（斎藤加入後の木曜日） -

## スペシャル版

### 2022年
- チャリロトよしもとサマーナイトSP（7月18日 20:00 - 23:00）

当日は放送時間を拡大。通常のミッドナイト競輪中継に先立ち、同日に決勝戦が行われたGII・サマーナイトフェスティバルの決勝戦の予想・中継も行った。レギュラー放送と同じく、BSよしもとでは23:00まで放送し、22:45から最終レースにかけてはYouTubeで配信された。当時の全曜日レギュラー出演者がほぼ全員出演したほか、ゲストで遠藤章造（ココリコ）と原西孝幸（FUJIWARA）を招き、全員で放送・配信時間内の全レースの予想を行った。
- チャリロトよしもとを楽しんで1年間続けていたら年末に特番やらせてもらえるようになったから紅白に分かれて3時間、回収率バトルしてみるSP（12月30日 20:00 - 23:00）

前回同様、当日は放送時間を拡大。メインMCはトータルテンボスが、同アシスタントは森咲智美がそれぞれ担当し、通常のミッドナイト競輪中継では、コンビを組んでいる各曜日のMC陣が男女で紅白に分かれて対決した。レギュラー放送と同じく、BSよしもとでは23:00まで放送し、22:45から最終レースにかけてはYouTubeでは『競輪LIVE!チャリロトよしもと 紅白対抗!年末3時間SP』のタイトルで配信された。この回では、夏のSPとは異なり、ゲストやチーム山添は招かず、スケジュールの都合等で来られなかった一部の出演者を除き、当時の全曜日レギュラー出演者がほぼ全員出演している。また、オープニングに景気づけとして、金曜チームがご褒美の10万pt一点賭けできる権利に挑戦したが、的中とはならなかった。

### 2023年
- チャリロトよしもとサマーナイトSP  チャリよし軍団VSベビロト軍団（7月17日 20:00 - 23:00[注釈 40]）

前年同様に同日に決勝戦が行われるサマーナイトフェスティバルの決勝戦の予想・中継を行った。レギュラー放送と同じく、BSよしもとでは23:00まで放送し、22:45から最終レースにかけてはYouTubeで配信した。内容は、チャリよし軍団と前水曜レギュラーであり、生いっちょうは引き続き指南役として出演しているストロベビーのYouTubeチャンネルであるストロベビーの「ベビロト」軍団との対決となった。なお、この日は21:00 - 22:00のよしもと新喜劇を挟み通常放送も放送された。YouTubeでは、中断中の21時台も含めて全時間配信された。この日のミッドナイトは変則的となり、21時台までは弥彦のレースを4Rまで放送して、22時台以降は高知の6R以降を放送した。また、この日は再発走で発走が大幅に遅れたガールズケイリンフェスティバルの決勝戦が放送時間中に行われたが、当番組では放送しなかった。
- チャリロトよしもと特別版  GIII『伊東温泉記念ナイター』〜ハンパねぇレースで一勝負SP〜（12月5日 20:00 - 20:50）

同日に行われた伊東温泉ナイター記念決勝戦の予想・中継を行った。なお、この日は20:50 - 22:00の別番組を挟み通常放送も放送された。

### 2024年
- チャリロトよしもと特別版  GIII 『伊東温泉ナイターG3』SP（3月14日 20:00 - 21:00）

同日に伊東温泉にて行われたナイターG3『花と海のいで湯賞』の初日特選の予想・中継を行った。当時火曜レギュラーであったレインボーと谷川愛梨が出演し、指南役は生いっちょうが務めた。なお、この日は21:00 - 22:00の『よしもと新喜劇』を挟み通常放送も放送された。
- チャリロトよしもと特別版 GI『オールスター競輪』真夏の夜に夢見してやんよSP（8月13日 19:00 - 20:00）

同日に平塚競輪場で行われた第67回オールスター競輪、女子オールスター競輪（いずれも初日）のうち第10レース「S級1次予選」（オールスター競輪）、第11レース「ガールズドリームレース」（女子オールスター競輪）を中継。当時水曜レギュラーの鬼越トマホークと同隔週火曜レギュラーの橋本梨菜が出演し、指南役は工藤わこが務めた。また、ゲストとして千原せいじ（千原兄弟）とチャンス大城が出演。この日はBSよしもとでは19:59まで放送し、第12レース「ドリームレース」（オールスター競輪）は19:00から同時配信していたYouTubeで配信。なお、この日は20:00 - 22:00の通常番組と『よしもと新喜劇』を挟み通常放送も放送された。また、工藤は同日の通常放送でも指南役を務めた。
- チャリロトよしもと特別版 今年の競輪王は誰だ!? GI競輪祭 決勝前日SP（11月23日 20:00 - 21:00）

同日に小倉競輪場で行われた第66回朝日新聞社杯競輪祭（5日目）のうち第12レース「準決勝」を中継。出演は、元月曜レギュラーの相席スタート山添、チーム山添で出演していたカゲヤマ益田・コットンきょん、元月曜レギュラーで現水曜レギュラーの本郷。指南役は工藤わこが担当。また、YouTubeでも同時配信された。土曜日の放送は「週末LIVE〜」以来であり、且つテレビでは初の土曜日放送ともなった。
- チャリロトよしもと特別編 ひろしまピースカップSP（12月15日 16:00 - 17:00）

同日に玉野競輪場で行われる「広島競輪開設72周年記念 GIII ひろしまピースカップ」（最終日）のうち、決勝戦を中継。出演は、当時金曜レギュラー（千原、チャンス大城・葉月）とどりあんず平井。指南役は競輪小僧が担当。今回もYouTubeで同時配信された。また、日曜日の放送は「週末LIVE〜」以来であり、且つテレビでは初の日曜放送ともなった。なお、この裏では当番組に指南役として出演している木三原が出演する「チャリチャン」がYouTubeで生配信されていた。

### 2025年
- チャリロトよしもと特別編 玉藻杯争覇戦SP（2月2日 16:00 - 17:00）

同日に高松競輪場で行われた「高松競輪場開設74周年記念 玉藻杯争覇戦」（最終日）のうち、決勝戦を中継。出演は、当時木曜レギュラーのトータルテンボスと、普段は指南役として出演しているどりあんず。指南役は競輪小僧が担当。今回もYouTubeで同時配信された。今回も、この裏では木三原（と今回に関しては濱野）が出演した「チャリチャン」が現地から生配信されていた。
- チャリロトよしもと特別編 瀬戸の王子杯争奪戦SP（3月9日 16:00 - 17:00）

同日に玉野競輪場で行われた「玉野競輪場開設74周年記念 瀬戸の王子杯争奪戦」（最終日）のうち、決勝戦を中継。出演は、チャンス大城と塩見きらと葉月。指南役はどりあんず堤が担当。また、競輪小僧と塩見でギャラを賭けた対決を行なった。今回もYouTubeで同時配信された。今回も、この裏では木三原が出演した「チャリチャン」が現地から生配信された。
- チャリロトよしもと特別編 ウィナーズカップSP（3月23日 16:00 - 17:00）

同日に伊東温泉競輪場で行われた「大阪・関西万博協賛 G2第9回ウィナーズカップ」（最終日）のうち、決勝戦を中継。出演は、レインボーと本郷柚巴。指南役は濱野咲が担当。今回もYouTubeで同時配信された。
- 競輪LIVE!チャリロトよしもと オールスター大集合!最終回大感謝SP（6月30日 21:00 - 23:00）

当日は放送時間を拡大。YouTubeでは、BSの放送開始前の20:30から配信される。当日は高知競輪場で行われるミッドナイト競輪の全レースを中継。出演は、別の仕事の関係で欠席する千原せいじを除き、結果的に最初で最後となる全曜日レギュラーとかつてはレギュラーとして出演していて、レギュラー卒業後はレギュラー出演者の代理MCを担当した谷川、天木。また、有識者として林、木三原、工藤とどりあんずが出演。

## 週末LIVE!チャリロトよしもと
2022年11月5日から2023年3月26日まで、土曜日・日曜日のナイターレースの時間帯に『週末LIVE!チャリロトよしもと』と題してYouTubeライブ配信を実施した。ナイターレースの第1レースから最終レースまでを予想していく。平日の番組同様、吉本興業東京本社内スタジオを使用するが、その番組に出演している指南役は置かれなかった。持ちポイントは1人15000ポイント、各レース、コンビ（稀にコンビ出演ではなかったり、フリーアナウンサーの坂本麻子が出演する放送回もあった）のどちらかは車券を購入しなければならない。月間最高回収率の出演者は、次月以降の出演権が確約されており、その際は持ちポイント2倍で参加できた。番組終了後、星名とくりえみの二人は当番組にも出演した。